# Böhmerwald
Böhmerwald eller de bøhmisk-bayerske skovbjerge kaldes en række bjergdrag, der strækker sig fra Fichtelgebirge mod sydøst til Donaus Dal øst for Linz i en længde af 230 km. Bjergryggen danner vandskel mellem Donau og Elben (Moldau) og grænse mellem Bayern og Böhmen. 

## Topografi
Ved sænkningen mellem Furth og Domažlice deles Böhmerwald i en nordlig og en sydlig del. Den nordlige del, det lave Oberpfälzer Wald (tjekkisk: Český les), har en gennemsnitlig højde af 700 m og består af et bakket bjergland med afrundede toppe, som er tæt bevokset med skov. På denne strækning hæver bjerget Čerchov sig til 1.039 m. Syd for den omtalte sænkning hæver den højere del af Böhmerwald (tjekkisk: Šumava) sig, og den består af flere parallelle kæder, hvoraf den vigtigste er Künisches Gebirge, der danner den bøhmisk-bayerske grænse, og som når op i 1.378 m ved Plechý. Den største højde når Böhmerwald dog på bayersk grund i Arber (1.457 m) og Rachel (1.452 m). Øst for Moldaus længdedal hæver bjerggruppen Boubín (1.362 m) sig. Mod vest slutter Bayrischer Wald sig til Böhmerwald i en parallel kæde mellem Donaus bifloder Ilz og Regen (Dreitannenriegel 1.092 m).
Det er lettest at passere bjergsystemet mod nord og syd. De vigtigste pas er det mellem Domažlice og Furth (500 m) med jernbanen Pilsen-Cham, mellem Eisenstein og Zwiesel (922 m) med jernbanen Pilsen-Eisenstein (gennem Spitzberg-tunnellen), Vimperk-passet (967 m), der over Strážný og Freiung fører til Passau, samt Kerschbaum-passet (685 m) med jernbanen České Budějovice-Skt Valentin.

## Geologi
I geologisk henseende består Böhmerwald mest af gnejs og glimmerskifer, gennembrudt af granit. Sjældne mineraler (rosenkvarts, tantalit, beryl, turmalin med mere) forekommer hyppigst i granitgangene. Ved Rabenstein brydes kvarts til glasfabrikation, ved Bodenais svovlkis og magnetjernsten, ved Passau grafit og porcelænsjord.

## Flora
Klimaet er kontinentalt, dvs. temmelig koldt og fugtigt, mildest på den bayerske side, der er beskyttet mod nordenvinde. Den årlige middeltemperatur varierer mellem 5° og 7°, regnmængden er indtil 150 cm. Floraen er forholdsvis rig på bregner, mosser og svampe. De vigtigste skovtræer er gran, fyr og slmindelig bøg, sjældnere ahorn. Urskov findes endnu på sine steder, således på Kubany. Det meste af Böhmerwald er dækket med tæt skov, men ovenfor 1.300 m vokser der lav kratskov. De højeste dele af Böhmerwald synes at have været gletscherdækket i istiden. Det tyder de mange små, dybe søer på, (f.eks. Černé jezero, der ligger 1.008 meter over havet, og som dækker en flade på 18 ha med op til 40 m dybde. Fra de store tørvemoser (Filz) i højfjeldet udspringer der talrige bække. I den Tjekkiske Republik er det mest værdifulde område fredet og lagt ind under Šumava National Park (Šumavský národní park) and Protected Landscape (Chráněná krajinná oblast Šumava). Dette område betragtes også som et UNESCO Biosfære Reservat.

## Erhvervsliv
Landbrug drives selv i de højeste bjerge (kartofler, havre, rug, hør). Skovhugst er en vigtig næringsvej, og en stor mængde tømmer bliver eksporteret, men meget anvendes også af den betydelige glasindustri og træskærerindustri. 

## Befolkning
Området er tyndt befolket (25-50 indbyggere per km²), og indbyggerne har bevaret mange gamle skikke. Det vigtigste sprog er tysk, men tjekkisk tales dog mod øst. 